# یارموت پورت (ماساچوست)
یارموت پورت (به انگلیسی: Yarmouth Port) یک منطقهٔ مسکونی در ایالات متحده آمریکا است که در شهرستان برنستبل، ماساچوست واقع شده‌است. یارموت پورت ۱۶٫۷۶ کیلومتر مربع مساحت و ۵٬۳۲۰ نفر جمعیت دارد و ۱۶ متر بالاتر از سطح دریا واقع شده‌است.